# میرکو دیکهات
میرکو دیکهات (انگلیسی: Mirko Dickhaut؛ زادهٔ ۱۱ ژانویهٔ ۱۹۷۱) بازیکن فوتبال اهل آلمان است.
از باشگاه‌هایی که در آن بازی کرده‌است می‌توان به باشگاه فوتبال آینتراخت فرانکفورت و باشگاه فوتبال بوخوم اشاره کرد.